# Achiet-le-Petit
Achiet-le-Petit è un comune francese di 310 abitanti situato nel dipartimento del Passo di Calais nella regione dell'Alta Francia.

## Società

### Evoluzione demografica
Abitanti censiti